# Megatron
«MEGATRON» — пісня американської реперки Нікі Мінаж, випущена 21 червня 2019 разом із супровідним музичним відео. Це єдина пісня Мінаж за 2019 рік, у якій вона виступає як головний артист, а також єдиний сольний сингл у 2019 році.

## Чарти
| Чарт (2019)                               | Найвища позиція |
| ----------------------------------------- | --------------- |
| Австралія (ARIA)                          | 89              |
| Ірландія (IRMA)                           | 56              |
| New Zealand Hot Singles (RMNZ)            | 10              |
| Шотландія (Official Charts Company)       | 23              |
| Велика Британія (Official Charts Company) | 34              |

## Сертифікації
| Регіон                                                      | Сертифікація | Продажі   |
| ----------------------------------------------------------- | ------------ | --------- |
| Канада (Music Canada)                                       | Золотий      | 40 000    |
| США (RIAA)                                                  | Платиновий   | 1 000 000 |
| продажі+прослуховування, що базуються лише на сертифікаціях |              |           |